# 山地糙苏
山地糙苏（学名：Phlomis oreophila），为唇形科糙苏属下的一个植物变种。